# کوردر (میزوری)
کوردر (به انگلیسی: Corder) یک شهر در ایالات متحده آمریکا است که در شهرستان لافایت، میزوری واقع شده‌است. کوردر ۰٫۹۳ کیلومتر مربع مساحت و ۴۰۴ نفر جمعیت دارد و ۲۶۴ متر بالاتر از سطح دریا قرار دارد.